# Schaitz

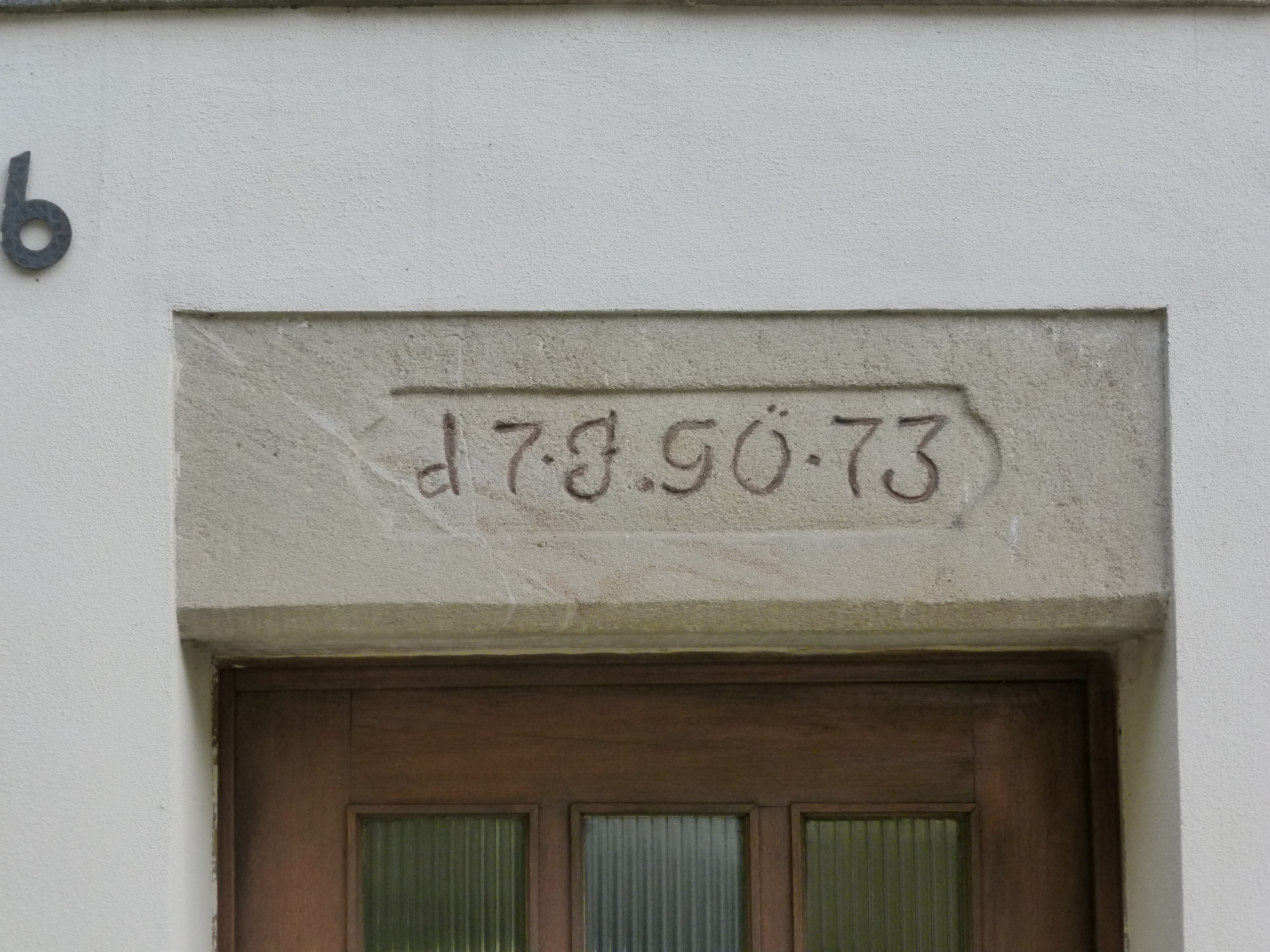
Türsturz der ehemaligen Mühle

Schaitz (oberfränkisch: Di Schads) ist ein Gemeindeteil der Gemeinde Neudrossenfeld im Landkreis Kulmbach (Oberfranken, Bayern). Schaitz liegt in der Gemarkung Pechgraben.

## Geographie
Der Weiler liegt an der Trebgast und am Schaitzer Bach, der dort als linker Zufluss in die Trebgast mündet. Eine Gemeindeverbindungsstraße führt nach Sandreuth zur Staatsstraße 2183 (0,6 km östlich) bzw. nach Pechgraben (2,1 km westlich).

## Geschichte
Der Ort wurde 1390 als „Schawcz“ erstmals urkundlich erwähnt. Seit 1425 wurde der Ort „Schaitz“ genannt. Dem Ortsnamen liegt der Flurname ščavici zugrunde (slaw. für Ort, an dem es Sauerkleefelder gibt).
Schaitz gehörte zur Realgemeinde Pechgraben. Gegen Ende des 18. Jahrhunderts bestand Schaitz aus 5 Anwesen (1 Mühle, 2 Höfe, 1 Halbhof, 1 Söldengut). Das Hochgericht übte das bayreuthische Stadtvogteiamt Kulmbach aus. Das Stiftskastenamt Himmelkron war Grundherr sämtlicher Anwesen.
Von 1797 bis 1810 unterstand der Ort dem Justiz- und Kammeramt Kulmbach. Mit dem Gemeindeedikt wurde Schaitz dem 1811 gebildeten Steuerdistrikt Neudrossenfeld und der 1812 gebildeten gleichnamigen Ruralgemeinde zugewiesen. Mit dem Zweiten Gemeindeedikt (1818) wurde der Ort in neu gebildeten Ruralgemeinde Pechgraben umgegliedert. Am 1. Januar 1975 wurde Schaitz im Zuge der Gebietsreform in Bayern nach Neudrossenfeld eingegliedert.

### Baudenkmäler
- Schaitz 6: Türsturz der ehemaligen Mühle

### Einwohnerentwicklung
| Jahr      | 001809 | 001818 | 001861 | 001871 | 001885 | 001900 | 001925 | 001950 | 001961 | 001970 | 001987 |
| Einwohner | 38     | 41     | 48     | 53     | 61     | 47     | 44     | 66     | 51     | 45     | 49     |
| Häuser    |        | 4      |        |        | 8      | 7      | 8      | 11     | 10     |        | 9      |
| Quelle    | [ 11 ] | [ 8 ]  | [ 12 ] | [ 13 ] | [ 14 ] | [ 15 ] | [ 16 ] | [ 17 ] | [ 18 ] | [ 19 ] | [ 1 ]  |

## Religion
Schaitz ist seit der Reformation evangelisch-lutherisch geprägt und war ursprünglich nach Neudrossenfeld gepfarrt, seit dem 19. Jahrhundert ist die Pfarrei St. Martin (Harsdorf) zuständig.